# Amerikaans voetbalkampioenschap 1897/98
In 1897/98 werd het derde seizoen van de National Association Football League gespeeld. Paterson True Blues werd voor de eerste maal kampioen.

## Eindstand
| Plaats | Club                | Wed. | W  | G | V  | Ptn |
| ------ | ------------------- | ---- | -- | - | -- | --- |
| 1.     | Paterson True Blues | 13   | 11 | 1 | 1  | 23  |
| 2.     | Kearny Scots        | 14   | 10 | 2 | 2  | 22  |
| 3.     | Kearny Arlington    | 14   | 8  | 2 | 5  | 18  |
| 4.     | Bayonne Centreville | 13   | 8  | 1 | 4  | 17  |
| 5.     | Kearny AC           | 13   | 6  | 1 | 6  | 13  |
| 6.     | Brooklyn Wanderers  | 14   | 6  | 0 | 8  | 12  |
| 7.     | Paterson Crescent   | 13   | 2  | 0 | 11 | -   |